# Ctenus bantaengi
Ctenus bantaengi är en spindelart som beskrevs av Anna Maria Sibylla Merian 1911. Ctenus bantaengi ingår i släktet Ctenus och familjen Ctenidae.
Artens utbredningsområde är Sulawesi. Inga underarter finns listade i Catalogue of Life.